# Kostel Nanebevzetí Panny Marie (Bratislava-Staré Mesto)
Blumentálsky kostel Nanebevzetí Panny Marie je eklektický kostel v Bratislavě v Starém Městě na Floriánském náměstí postavený v letech 1885-1888.